# ترومپت گیدئون
ترومپت گیدئون کتابی است که در سال ۱۹۶۴ توسط آنتونی لوئیس شرح داده شد که در پشت پرونده دادگاه ۱۹۶۳ گیدئون در مقابل وینورایت، که در آن دیوان عالی ایالات متحده آمریکا حکم داد که متهمین جنایتکار حق دارند وکیل داشته باشند، حتی اگر نتوانند از عهده ان برآیند. در سال ۱۹۶۵، این کتاب برای کتاب بهترین واقعیت جرم و جنایت برنده جایزه ادگار از نویسندگان رمز و راز آمریکا شد.
فیلمی ساخته شده برای تلویزیون، با همین نام، بر اساس این کتاب در سال ۱۹۸۰ منتشر شد، با بازی در نقش هنری فوندا به عنوان کلارنس ارل گیدون، خوزه فرر در نقش آبه فورتاس و جان هوسمن به عنوان ارل وارن (گرچه نام وارن هرگز در آن ذکر نشده بود). این فیلم یک  تالار مشاهیر مشهور بود که توسط شرکتهای Worldvision تولید شد و از سی‌بی‌اس پخش شد.